# دار الجيزة

تعديل مصدري - تعديل

دار الجيزة هي إحدى قرى عزلة سرار بمديرية سرار التابعة لمحافظة أبين، بلغ تعداد سكانها 23 نسمة حسب تعداد اليمن لعام 2004.